# Verwaltungsgemeinschaft Bördeland
In der Verwaltungsgemeinschaft Bördeland waren im sachsen-anhaltischen Landkreis Schönebeck die Gemeinden Biere, Eggersdorf und Welsleben zusammengeschlossen. Am 30. September 2004 wurde sie mit der Verwaltungsgemeinschaft Östliche Börde zur neuen Verwaltungsgemeinschaft Südöstliches Bördeland zusammengeschlossen.